# Thomas Bartholin den yngste
 Der er flere personer med dette navn, se Thomas Bartholin.
Thomas Bartholin (født 20. oktober 1690 i København, død 1. april 1737) var en dansk jurist. 
Bartholin opdroges, da hans far professor Thomas Bartholin den yngre døde samme år han fødtes, af sin farbror, konferensråd Caspar Bartholin den yngre. Da han var bleven student, rejste han 1710 udenlands, kom hjem 1714 og udnævntes allerede 1715 til professor philosophiae ved universitetet; men det gik med ham som med hans farbror, at universitetet kun kom til at høste den mindste nytte af hans evner, i det hans virksomhed blev ledet i andre retninger, hvilket han sikkert skyldte sin plejefader, hvis i en vis henseende glimrende karriere måtte friste ham til efterfølgelse.
I 1718 fik han sæde som assessor i Hofretten og 1721 i Højesteret; 
1722 blev han justitsraad. Hertil føjedes endnu en betydelig virksomhed, idet han 1729 blev sin 
farbroder adjungeret i generalprokurørembedet med løfte om at succedere ham, og blev en månedstid 
senere virkelig generalprokurør. 1730 blev han assessor i Konsistorium, etatsråad og endelig 
assessor i Kancellikollegiet. 1732 paatog han sig hvervet som universitetskvæstor, og 1736 udnævntes han 
til justitiarius i Højesteret, hvorefter han nedlagde embedet som generalprokurør; et halvt år efter 
døde Bartholin efter få dages Sygdom. Han roses for sin omsigtsfulde Styrelse af Universitetets 
Pengevæsen, og sin interesse for Universitetet fik han ogsaa Lejlighed til at vise ved den betydelige Andel, 
han havde i Udarbejdelsen af den nye Fundats af 1732. B.s videnskabelige Interesser gik i 
historisk Retning, og nogle Skrifter vedrørende Æmner af den ældre danske Historie vidne herom, 
hvoriblandt maa nævnes hans omhyggelige Udgave af den et Aarhundrede tidligere afdøde lundske Biskop 
Mogens Madsens «Episcoporum ecclesiæ Lundensis series» (1710). Disse offentliggjorde han allerede, inden han 
blev Professor, og Forfatterbanen betraadte han ikke senere. B. ægtede 8. April 1726 sin Farbroders Datter, 
Else Magdalene Bartholin, f. 24. Juni 1680 d. 9. Juli 1763, Enke efter den 1710 afdøde Ole Rømer.